# Bammental
Bammental är en kommun och ort i Rhein-Neckar-Kreis i regionen Rhein-Neckar i Regierungsbezirk Karlsruhe i förbundslandet Baden-Württemberg i Tyskland.
Kommunen ingår i kommunalförbundet Neckargemünd tillsammans med staden Neckargemünd och kommunerna Gaiberg och Wiesenbach.